# Mérida UD
Mérida Union Deportiva – hiszpański klub piłkarski, mający siedzibę w mieście Mérida leżącym w Estremadurze. Przed rozwiązaniem klubu 19 maja 2013, występował w Tercera División, gr. XIV.

## Historia
Klub został założony w 1912 roku. Do 1990 roku był filią CP Mérida i występował w niższych klasach. W 2000 roku „wchłonął” tamten klub i od tego czasu oficjalnie nosi nazwę Mérida UD. CP Mérida dwukrotnie w swojej historii występowała w Primera División w sezonach 1995/1996 i 1997/1998.
Domowe mecze Mérida rozgrywa na stadionie Estadio Romano, mogącym pomieścić 15 tysięcy widzów.

## Sezony
- 2005/2006: Segunda División B 9. miejsce
- 2006/2007: Segunda División B 15. miejsce
- 2007/2008: Segunda División B 4. miejsce Play Off - Not promoted

- 2 sezony w Primera División
- 7 sezonów w Segunda División
- 10 sezonów w Segunda División B
- 37 sezonów w Tercera División

## Reprezentanci kraju grający w klubie
- Leo Franco
- Rade Tošić
- Ilian Kiriakow
- Predrag Jurić
- Goran Vučević
- Adolfo Aldana
- Santiago Cañizares
- Manolo
- Unai
- Abdallah Bah
- Sergio Barila
- Moti Kakoon
- Iddan Tal
- Miguel Guerrero
- Carlos Navarro Montoya
- Miguel Ángel Benítez
- Jerzy Podbrożny
- Cesar Brito
- Dmitrij Galamin
- Nikołaj Pisariew
- Dmitrij Radczenko
- Goran Milojević
- Gabriel Correa
- Gonzalo de los Santos
- Idrissa Keita